# Формула-1 — Гран-прі Бразилії 1995
Гран-прі Бразилії 1995, офіційна назва XXIV Grande Pręmio do Brasil — перший етап чемпіонату світу з автоперегонів у класі Формула-1 1995 року, що відбувся 26 березня на трасі Інтерлагос. Свою одинадцяту перемогу здобув Міхаель Шумахер.

## Перегони
| Поз  | №  | Країна          | Пілот                  | Конструктор        | Кола | Час                                   | Старт | Очки |
| ---- | -- | --------------- | ---------------------- | ------------------ | ---- | ------------------------------------- | ----- | ---- |
| 1    | 1  | Німеччина       | Міхаель Шумахер        | Benetton-Renault   | 71   | 1:38:34,1                             | 2     | 10   |
| 2    | 6  | Велика Британія | Девід Култхард         | Williams-Renault   | 71   | +11,06                                | 3     | 6    |
| 3    | 28 | Австрія         | Герхард Бергер         | Ferrari            | 70   | +коло                                 | 5     | 4    |
| 4    | 8  | Фінляндія       | Міка Хаккінен          | McLaren-Mercedes   | 70   | +1 коло                               | 7     | 3    |
| 5    | 27 | Франція         | Жан Алезі              | Ferrari            | 70   | +1 коло                               | 6     | 2    |
| 6    | 7  | Велика Британія | Марк Бланделл          | McLaren-Mercedes   | 70   | +1 коло                               | 9     | 1    |
| 7    | 4  | Фінляндія       | Міка Сало              | Tyrrell-Yamaha     | 69   | +2 кола                               | 12    |      |
| 8    | 25 | Японія          | Агурі Сузукі           | Ligier-Mugen-Honda | 69   | +2 кола                               | 15    |      |
| 9    | 17 | Італія          | Андреа Монтерміні      | Pacific-Ford       | 65   | +6 кіл                                | 22    |      |
| 10   | 21 | Бразилія        | Педро Дініц            | Forti-Ford         | 64   | +7 кіл                                | 25    |      |
| Схід | 9  | Італія          | Джанні Морбіделлі      | Footwork-Hart      | 62   | клапан насосу палива                  | 13    |      |
| Схід | 10 | Японія          | Такі Іноуе             | Footwork-Hart      | 48   | двигун                                | 21    |      |
| Схід | 24 | Італія          | Лука Бадоер            | Minardi-Ford       | 47   | двигун                                | 18    |      |
| Схід | 22 | Бразилія        | Роберто Морено         | Forti-Ford         | 47   | розворот                              | 23    |      |
| Схід | 29 | Австрія         | Карл Вендлінгер        | Sauber-Ford        | 41   | електрика                             | 19    |      |
| Схід | 5  | Велика Британія | Деймон Хілл            | Williams-Renault   | 30   | коробка передач                       | 1     |      |
| Схід | 2  | Велика Британія | Джонні Херберт         | Benetton-Renault   | 30   | зіткнення з Сузукі                    | 4     |      |
| Схід | 16 | Франція         | Бертран Гашо           | Pacific-Ford       | 23   | коробка передач                       | 20    |      |
| Схід | 14 | Бразилія        | Рубенс Баррікелло      | Jordan-Peugeot     | 16   | коробка передач                       | 16    |      |
| Схід | 22 | Нідерланди      | Йос Ферстаппен         | Simtek-Ford        | 16   | зчеплення                             | 24    |      |
| Схід | 3  | Японія          | Юкіо Катаяма           | Tyrrell-Yamaha     | 15   | розворот                              | 11    |      |
| Схід | 15 | Велика Британія | Едді Ірвайн            | Jordan-Peugeot     | 15   | гідравліка коробки передач            | 8     |      |
| Схід | 8  | Італія          | Доменіко Скіаттарелла  | Simtek-Ford        | 12   | механізм керма                        | 26    |      |
| Схід | 30 | Німеччина       | Хайнц-Харальд Френтцен | Sauber-Ford        | 10   | електрика                             | 14    |      |
| Схід | 26 | Франція         | Олів'є Паніс           | Ligier-Mugen-Honda | 0    | зіткнення                             | 10    |      |
| Схід | 23 | Італія          | П'єрлуїджи Мартіні     | Minardi-Ford       | 0    | коробка передач на прогрівочному колі | 17    |      |

## Кола лідирування
- 1—17 — Міхаель Шумахер
- 18—21 — Деймон Хілл
- 22 — Девід Култхард
- 23—30 — Деймон Хілл
- 31—35 — Міхаель Шумахер
- 36—46 — Девід Култхард
- 47—71 — Міхаель Шумахер.

## Положення в чемпіонаті після Гран-прі
| Поз | Пілот           | Очки |
| --- | --------------- | ---- |
| 1   | Міхаель Шумахер | 10   |
| 2   | Девід Култхард  | 6    |
| 3   | Герхард Бергер  | 4    |
| 4   | Міка Хаккінен   | 3    |
| 5   | Жан Алезі       | 2    |

| Поз | Конструктор      | Очки |
| --- | ---------------- | ---- |
| 1   | Ferrari          | 6    |
| 2   | McLaren-Mercedes | 4    |

- Примітка: Тільки 5 позицій включені в першу таблицю та дві — у другу.